# Verona Blue
Verona Blue (* in Toronto, Ontario) ist eine kanadisch-US-amerikanische Schauspielerin und Synchronsprecherin. Als Letztere wirkte sie überwiegend an Film- und Computerspielproduktionen innerhalb des Star-Wars-Franchise mit.

## Leben
Blue stammte ursprünglich aus Toronto. Über London fand sie schließlich ihren Weg nach Los Angeles, wo sie eine klassische Konservatoriumsausbildung in Gesang, Bewegung und Textstudium absolvierte. Ab den frühen 2010er Jahren folgten erste Tätigkeiten als Schauspielerin. So wirkte sie 2010 im Kurzfilm Fuse und 2011 jeweils als Episodendarstellerin in CSI: Vegas und Epic Rap Battles of History mit. 2013 erschien am 2. März 2013 auf dem Indie Horror Film Fest der Kurzfilm Elizabeth, in dem sie die titelgebende Hauptrolle spielte und außerdem für das Drehbuch und die Produktion verantwortlich war. 2015 war sie im Blockbuster Star Wars: Das Erwachen der Macht als Synchronsprecherin zu hören. In den folgenden Filmen Rogue One: A Star Wars Story, Solo: A Star Wars Story und Star Wars: Der Aufstieg Skywalkers war sie erneut als Synchronsprecherin zu hören. Eine größere Filmrolle übernahm sie 2016 im Mockbuster Battlefield: Drone Wars als Zane. Von 2017 bis einschließlich 2021 stellte sie in der Fernsehserie Bosch die Rolle der Janice Shaz dar. Für die deutschsprachige Synchronfassung wurde sie von Stefanie Dischinger gesprochen. 2017 verkörperte sie im Kurzfilm Vain: This Party Sucks die weibliche Hauptrolle des Vampirs Roxie. Der Kurzfilm wurde auf dem Nashville Film Festival im Mai 2017 uraufgeführt. 2022 stellte sie im Kapitel Shredding des Episoden-Horrorfilms V/H/S/99 als Deirdre eine der Hauptrollen dar.
Seit 2015 ist Blue als Synchronsprecherin zu hören. So lieh sie ab 2017 in verschiedenen Computerspielen zum Thema Star Wars unterschiedlichen Charakteren ihre Stimme.

## Filmografie (Auswahl)
- 2010: Fuse (Kurzfilm)
- 2011: CSI: Vegas (CSI: Crime Scene Investigation, Fernsehserie, Episode 12x06)
- 2011: Epic Rap Battles of History (Miniserie, Episode 2x01)
- 2012: 1000 Wege, ins Gras zu beißen (1000 Ways to Die, Fernsehdokuserie, Episode 6x01)
- 2012: The Shop (Fernsehserie, Episode 1x01)
- 2012: I Won't Be Your Mirror (Kurzfilm)
- 2012: Whodamndunnit? (Kurzfilm)
- 2013: Elizabeth (Kurzfilm; auch Drehbuch und Produktion)
- 2013: Bad Ass Bikers (Kurzfilm)
- 2013: CollegeHumor Originals (Fernsehserie)
- 2013: Precious Plum (Miniserie, Episode 1x07)
- 2014: Fear Force Five (Fernsehserie)
- 2014: Shameless (Fernsehserie, Episode 4x03)
- 2014: Married (Fernsehserie, Episode 1x06)
- 2014: Mom (Fernsehserie, Episode 2x01)
- 2014: Real Heroes
- 2016: Battlefield: Drone Wars (Drone Wars)
- 2016: Diode (Kurzfilm)
- 2016: Erasing Eden
- 2017: DRIB
- 2017: Vain: This Party Sucks (Kurzfilm)
- 2017: Miss 2059 (Fernsehserie, Episode 2x01)
- 2017: Wisdom of the Crowd (Fernsehserie, Episode 1x11)
- 2017–2021: Bosch (Fernsehserie, 10 Episoden)
- 2018: Daddy Issues
- 2018: The Chimerical Era (Kurzfilm)
- 2019: Diva (Kurzfilm)
- 2019: L.A.’s Finest (Fernsehserie, Episode 1x01)
- 2019: The 5G Sith Jet Trooper Experience (Kurzfilm)
- 2020: Magic Camp
- 2022: V/H/S/99

- 2025: Bosch: Legacy (Fernsehserie)

## Synchronisationen (Auswahl)
- 2015: Star Wars: Das Erwachen der Macht (Star Wars: The Force Awakens)
- 2016: Rogue One: A Star Wars Story
- 2017: Star Wars Battlefront II (Computerspiel)
- 2018: Solo: A Star Wars Story
- 2019: Star Wars: Der Aufstieg Skywalkers (Star Wars: The Rise of Skywalker)
- 2019: Vader Immortal: A Star Wars VR Series – Episode III (Computerspiel)
- 2020: Star Wars: Squadrons (Computerspiel)
- 2020: Star Wars: Tales from the Galaxy’s Edge (Computerspiel)
- 2023: Star Wars Jedi: Survivor (Computerspiel)